# Умберто Крус
Умберто Крус (ісп. Humberto Cruz, ісп. вимова: [umˈbeɾto ˈkruθ], нар. 8 листопада 1939, Сантьяго) — чилійський футболіст, що грав на позиції захисника. По завершенні ігрової кар'єри — тренер.
Виступав, зокрема, за «Коло-Коло», з яким став дворазовим чемпіоном Чилі, а також національну збірну Чилі, у складі якої став бронзовим призером чемпіонату світу 1962 року.

## Клубна кар'єра
У дорослому футболі дебютував 1959 року виступами за команду «Сантьяго Морнінг», в якій провів три сезони і в першому з них, 1959 року, у Прімері В (Другий дивізіон), він отримав титул чемпіона, вийшовши до вищого дивізіону.

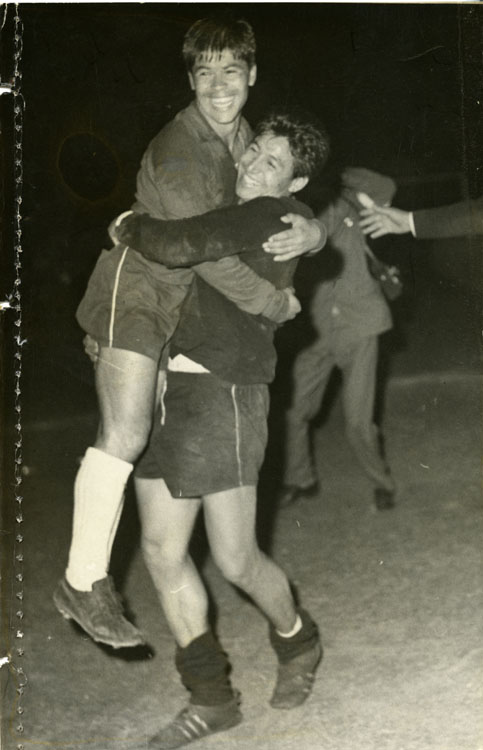
Умберто Крус (ліворуч) у 1960-ті роки

Своєю грою за цю команду привернув увагу представників тренерського штабу клубу «Коло-Коло», до складу якого приєднався 1963 року. Відіграв за команду із Сантьяго наступні дев'ять сезонів своєї ігрової кар'єри. Більшість часу, проведеного у складі «Коло-Коло», був основним гравцем захисту команди і двічі, у 1963 та 1970 роках став з командою чемпіоном Чилі.
Згодом 1972 року виступав за «О'Хіггінс», після чого перейшов у «Ньюбленсе» з другого дивізіону, де провів хороший сезон, однак серйозна травма (перелом великогомілкової та гомілкової кісток) змусила його у 1974 році завершити кар'єру. Втім через два роки він повернувся на поле і в 1976 році недовго пограв за інший клуб дугого дивізіону «Ферровіаріос де Чилі».

## Виступи за збірну
9 грудня 1961 року дебютував в офіційних матчах у складі національної збірної Чилі в товариській грі проти Угорщини (5:1).

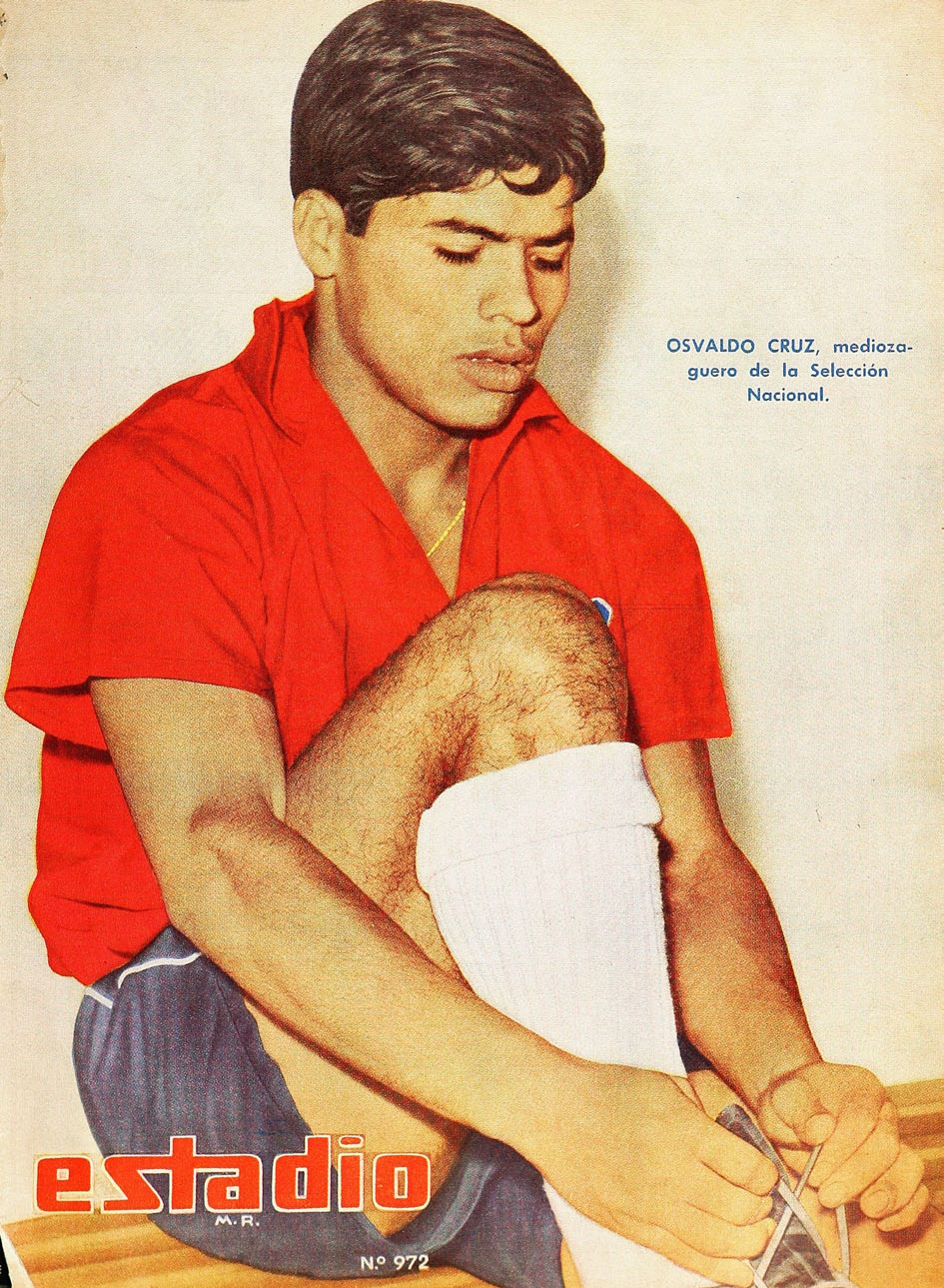
Умберто Крус у 1962 році.

Наступного року у складі збірної був учасником чемпіонату світу 1962 року у Чилі, де Крус зіграв лише в одному матчі — за 3-тє місце проти Югославії (1:0), здобувши бронзові нагороди. На наступному чемпіонаті світу 1966 року в Англії Умберто вже був основним гравцем збірної, зігравши у всіх трьох матчах, втім команда не подолала груповий етап.
Останнім великим турніром для Круса став чемпіонату Південної Америки 1967 року в Уругваї, на якому захисник зіграв усі сім матчів, а команда здобула бронзові нагороди.
Загалом протягом кар'єри у національній команді, яка тривала 10 років, провів у її формі 37 матчів.

## Кар'єра тренера
Розпочав тренерську кар'єру невдовзі по завершенні кар'єри гравця, 1978 року, очоливши тренерський штаб клубу «Депортес Магальянес».
Протягом тренерської кар'єри також очолював команди «Сантьяго Морнінг», «Депортес Лаха», «Уніон Еспаньйола», «Фернандес Віаль», «Депортес Овальє», «Ньюбленсе», «Депортес Антофагаста» та «Депортес Овальє».
Останнім місцем тренерської роботи був клуб «Депортес Меліпілья», головним тренером команди якого Умберто Крус був 1996 року.

## Титули і досягнення
- Чемпіон Чилі (2):

«Коло-Коло»: 1963, 1970
- Бронзовий призер чемпіонату світу: 1962
- Бронзовий призер Чемпіонату Південної Америки: 1967